# براقش (یمن)
 براقش  به عربی ( بَراقِش  ) ، روستایی است در دهستان المُقنَع  از توابع استان   اَبیَن   در کشور یمن در شبه جزیره عربستان.

## جمعیت
جمعیت آن (۱۰۰) نفر (۸ خانوار) می‌باشد.